# Bunker An der Obertrave

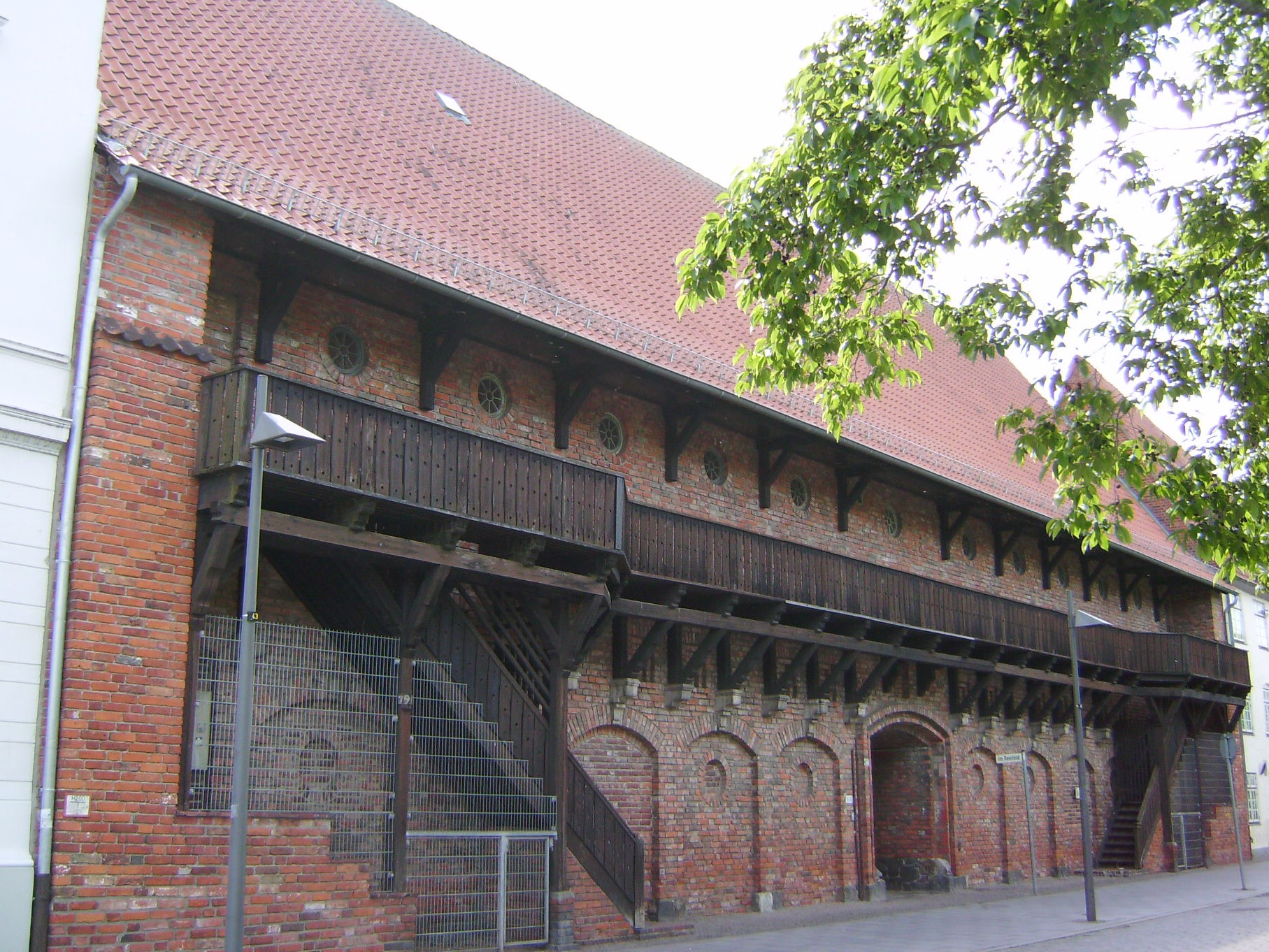
Ansicht

Der Bunker An der Obertrave wurde als Luftschutzgebäude mit Durchgang zum Gang Im Reinfeld in der Lübecker Altstadt errichtet. Das denkmalgeschützte Bauwerk steht An der Obertrave 19 zwischen Marlesgrube und Dankwartsgrube.

## Gebäude

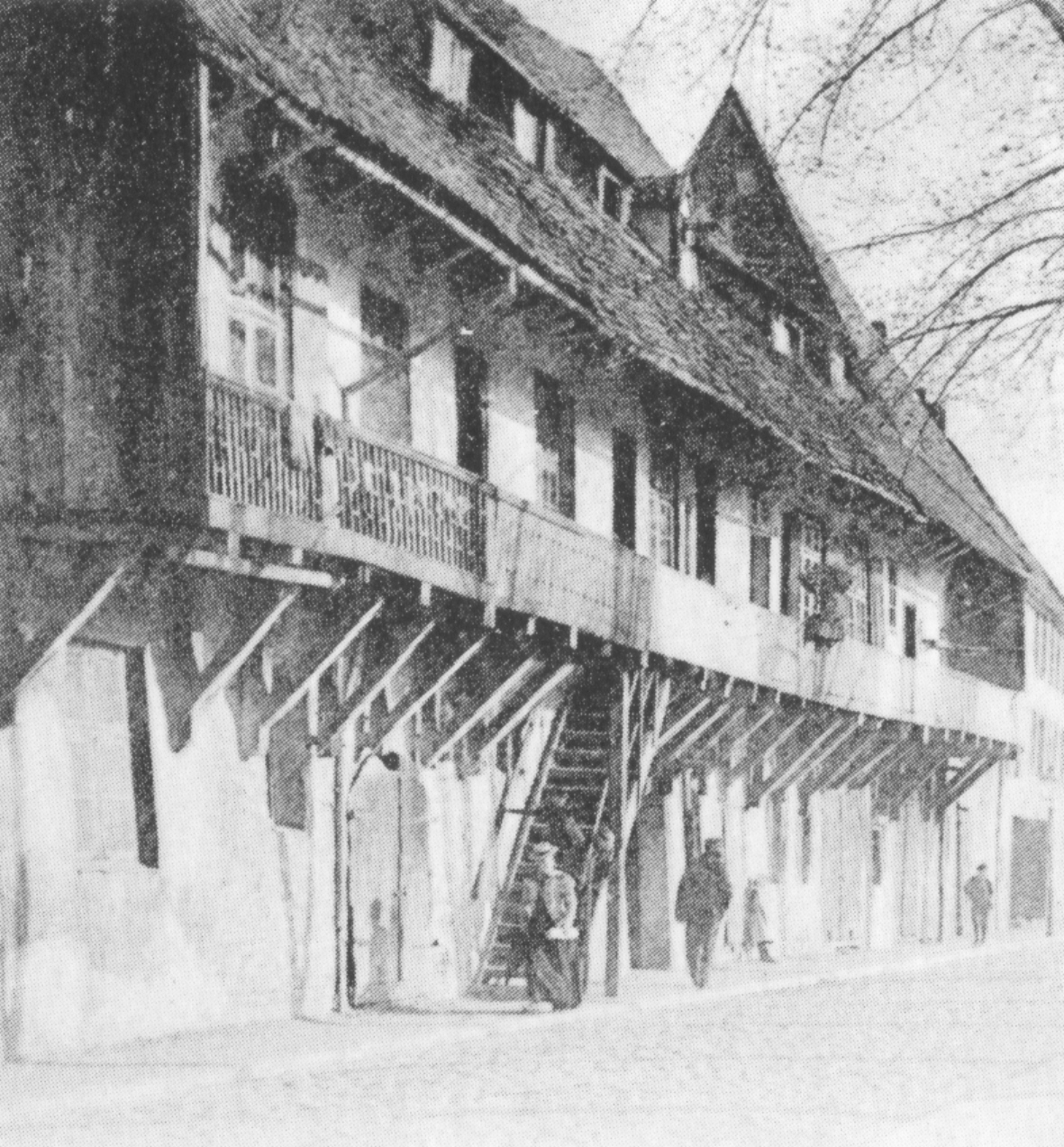
Vorgängergebäude Alt-Reinfeld, abgebrochen 1938

Der Bunker gehörte zu den insgesamt 20 Hochbunkern, die unter Oberbaurat Otto Hespeler, dem Leiter der Abteilung Luftschutzbau erbaut wurden. Viergeschossig mit Satteldach und Durchgang war er von den Architekten Otto Sieberth und Otto Schweinfurth. Er wurde auf dem Grundstück eines abgängigen Laubengang-Gebäudes, des historischen Stadthofs des Klosters Reinfeld, mit einer Nutzfläche von 1100 m² errichtet. Die Fassade wurde verklinkert und mit Fachwerk als Laubengangattrappe gestaltet.

## Stadtgestalt
Der Bunker wird auch nach dem Gang Im Reinfeld bezeichnet. Er gehörte zu denen, die sich in Form und Größe dem Stadtbild und ihrer Umgebung anpassten, weil durch Aufnahme des historischen Vorbilds des Vorgängerbaus die Erinnerung an das vergangene Bauwerk wachgehalten wurde. Die Aufnahme des Vorgängerbaus war allerdings nicht so vorgesehen, der Entwurf war mit einem Turm geplant, der nicht mehr zur Ausführung kam.

## Geschichte
Der Luftschutzbunker entstand 1940/1941. Nach Kriegsende war die Entmilitarisierung durch Sprengung gefordert, aber nicht ausgeführt.
Im Zuge des Kalten Krieges wurde er bis 1990 wieder als Bunker zu Luftschutzzwecken, das heißt als hergerichteter Unterstand für den Fall einer Katastrophe im Kalten Krieg, vorgehalten.
2007 wurde das Luftschutzkonzept von der Bundesregierung aufgegeben und der Bunker rückgebaut. Nach der Entmilitarisierung ist der Bunker seit Anfang 2010 im städtischen Besitz. Die Anlage steht als „geschichtlich, städtebaulich“ bedeutendes Kulturdenkmal unter Denkmalschutz.